# Drama (departement)
Drama (Grieks: Δράμας, Drámas) was een Grieks departement (nomos) in de bestuurlijke regio Oost-Macedonië en Thracië en de historische regio Macedonië. De hoofdstad is het gelijknamige Drama en het departement had 103.975 inwoners (2001).

## Geografie
De rivier de Nestos loopt door het departement Drama heen.

## Plaatsen[2]
Door de bestuurlijke herindeling (Programma Kallikrates) werden de departementen afgeschaft vanaf 2011. Het departement “Drama” werd een regionale eenheid (perifereiaki enotita). Er werden eveneens gemeentelijke herindelingen doorgevoerd, in de tabel hieronder “GEMEENTE” genoemd.
| Plaats         | Hoofdplaats (vroeger) | Postcode | GEMEENTE       | Hoofdplaats van de gemeente |
| -------------- | --------------------- | -------- | -------------- | --------------------------- |
| Doxato         |                       | 663 00   | Doxato         | Kalampaki                   |
| Drama          |                       | 661 00   | Drama          | Drama                       |
| Kalampaki      |                       | 660 31   | Doxato         | Kalampaki                   |
| Kato Nevrokopi |                       | 660 33   | Kato Nevrokopi | Kato Nevrokopi              |
| Nikiforos      |                       | 660 37   | Paranesti      | Paranesti                   |
| Paranesti      |                       | 660 32   | Paranesti      | Paranesti                   |
| Prosotsani     |                       | 662 00   | Prosotsani     | Prosotsani                  |
| Sidironero     |                       | 660 38   | Drama          | Drama                       |
| Sitagroi       | Fotolivos             | 660 34   | Prosotsani     | Prosotsani                  |

Attica · Centraal-Griekenland · Centraal-Macedonië · Epirus · Ionische Eilanden · Kreta · Noord-Egeïsche Eilanden · Oost-Macedonië en Thracië · Peloponnesos · Thessalië · West-Griekenland · West-Macedonië · Zuid-Egeïsche Eilanden

Autonome Monastieke Staat van de Heilige Berg (Athos)

Periferie-districten · Gemeenten